# ولیعهد گمشده
ولیعهد گمشده (انگلیسی: Missing Crown Prince; کره‌ای: 세자가 사라졌다) یک مجموعه تلویزیونی محصول کره جنوبی با بازی سوهو، هونگ یه جی، میونگ سه بین، کیم جو هون و کیم مین کیو است. این مجموعه از ۱۳ آوریل تا ۱۶ ژوئن ۲۰۲۴، روزهای شنبه و یکشنبه ساعت ۲۱:۴۰ (کی‌اس‌تی) از ام‌بی‌ان پخش شد. ولیعهد گمشده همچنین برای استریم در ویو و تیوینگ در کره جنوبی و در ویکی و ویو در مناطق منتخب قابل دسترسی است.

## خلاصه داستان
داستان این مجموعه در چوسان اتفاق می‌افتد و در مورد ولیعهدی است که توسط زنی که برای همسری او تعیین شده، دزدیده می‌شود. درحالی‌که این دو نفر برای نجات جان خود در حال فرار هستند عشقی میان آن‌ها جوانه می‌زند.

## بازیگران

### اصلی
- سوهو در نقش لی گون: پسر ارشد پادشاه هه جونگ؛ زمانی که پدرش با شورش بر تخت نشست به عنوان ولیعهد برگزیده شد.[۱]
- هونگ یه جی در نقش چوی میونگ یون: شخصی که در اسب سواری و پزشکی مهارت زیادی دارد.[۲]
- میونگ سه بین در نقش ملکه مادر مین سو ریون[۷]
- کیم جو هون در نقش چوی سانگ روک: پدر چوی میونگ یون و پزشک دربار[۵][۸]
- کیم مین کیو در نقش شاهزاده بزرگ دوسونگ: برادر ناتنی لی گون که توانایی فوق‌العاده ای در هنرهای رزمی دارد[۵]